# Pål Trulsen
Pål Trulsen (Drøbak, 19 aprile 1962) è un giocatore di curling norvegese.

## Biografia
Partecipò ai XVI Giochi olimpici invernali edizione disputata a Albertville (Francia) nel 1992, riuscendo ad ottenere la seconda posizione con la squadra norvegese formata insieme ai connazionali Stig-Arne Gunnestad, Flemming Davanger, Kjell Berg e Tormod Andreassen. Nell'edizione la nazionale svizzera si classificò prima, la statunitense terza. La competizione ebbe lo status di sport dimostrativo.
Partecipò all'età di 39 anni ai XIX Giochi olimpici invernali edizione disputata a Salt Lake City (Stati Uniti d'America) nel 2002, riuscendo ad ottenere la medaglia d'oro con i connazionali Lars Vågberg, Flemming Davanger, Bent Ånund Ramsfjell e Torger Nergård.
Nell'edizione la nazionale canadese ottenne la medaglia d'argento, la svizzera quella di bronzo.